# Triple Kirks

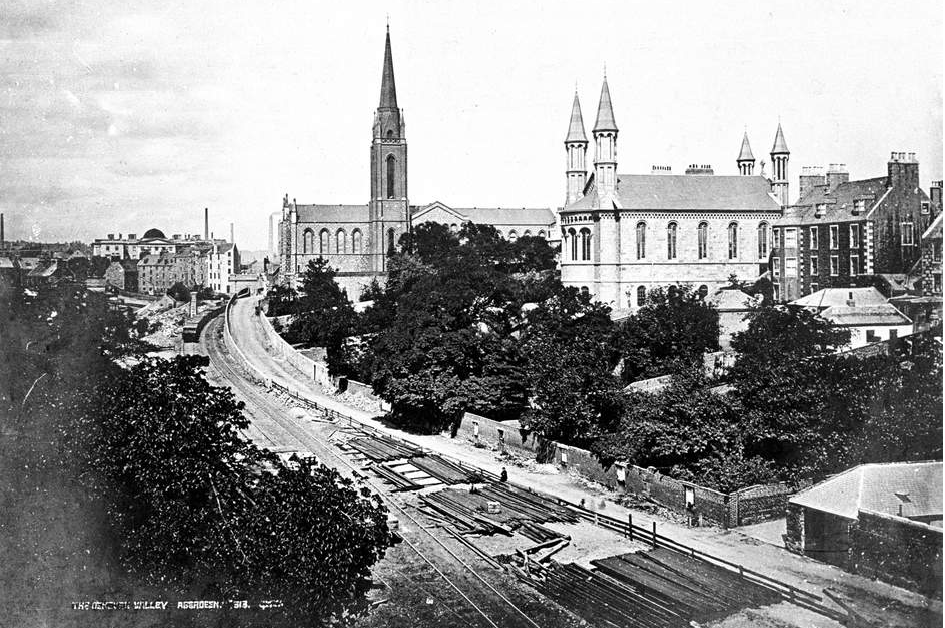
Blick von der Union Bridge (Süden) auf die West Church und die South Church mit zwischenliegendem Glockenturm; im Vordergrund die St Nicholas Congregational Church.

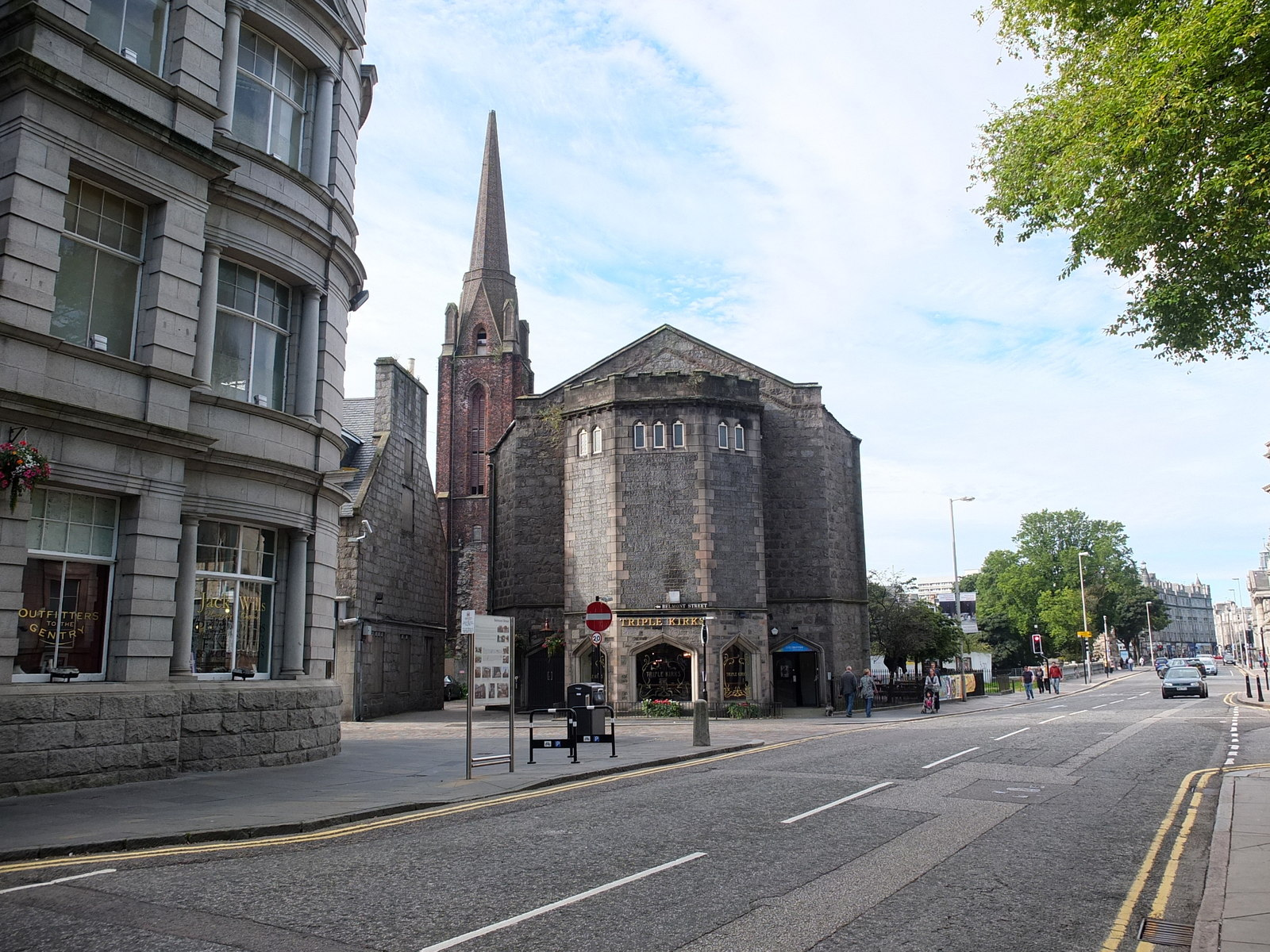
East Church mit dem Glockenturm im Hintergrund

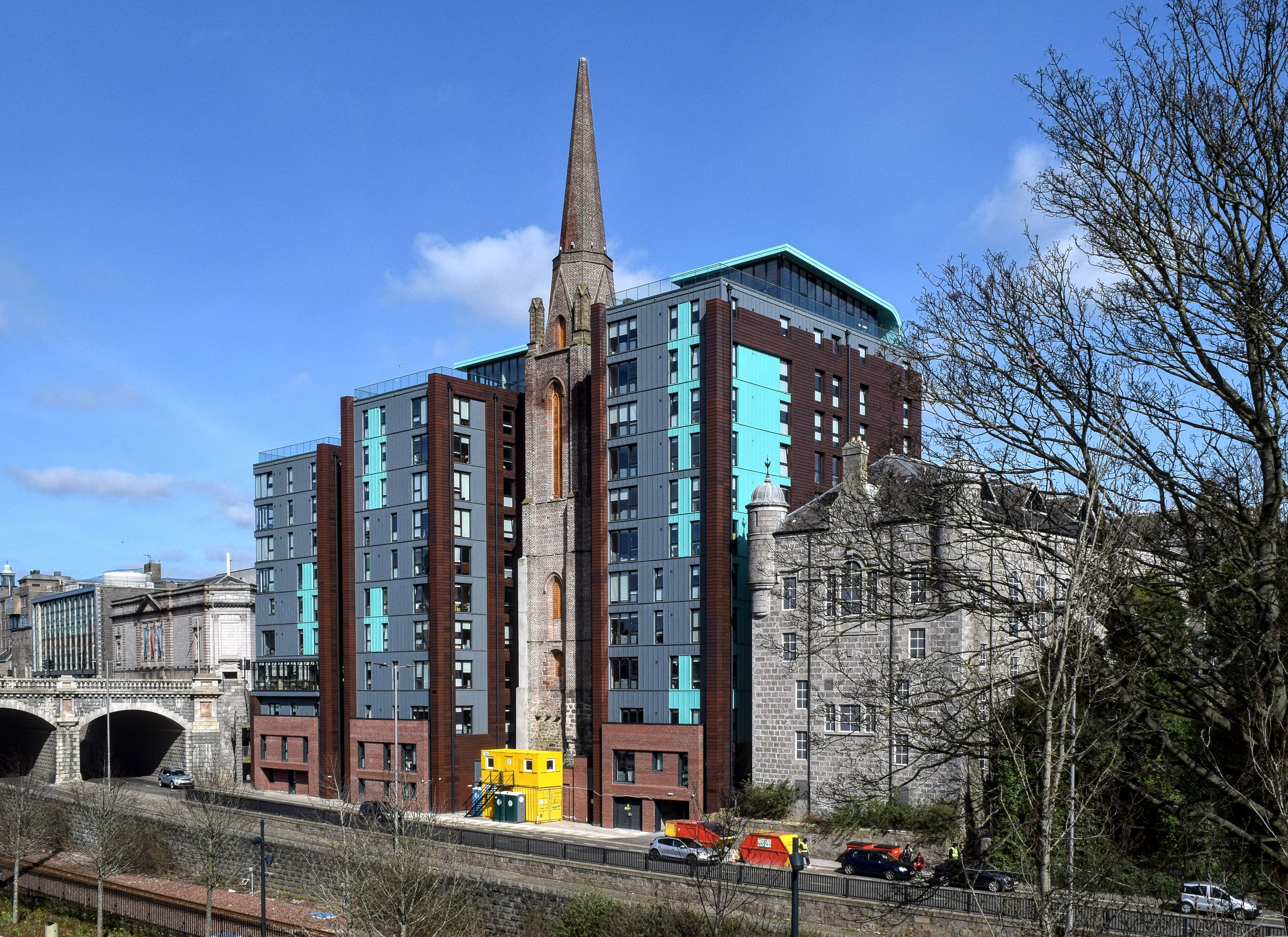
Von einem Neubau umschlossener Glockenturm. Der Turm befindet sich in der Gebäudenische.

Die Triple Kirks sind ein Komplex dreier ehemaliger Kirchengebäude der Free Church of Scotland in der schottischen Stadt Aberdeen. 1967 wurde das Bauwerk in die schottischen Denkmallisten in der höchsten Denkmalkategorie A aufgenommen.

## Geschichte
Infolge des schottischen Kirchenschismas von 1843, bei dem sich die Free Church of Scotland von der Church of Scotland abspaltete, wurde der Bau neuer Kirchen für die neugegründete Free Church erforderlich. Zur Aufnahme der Gemeinden, die sich im Wesentlichen aus den beiden Gemeinden der Kirk of St Nicholas abgespalten hatten, wurden drei Kirchen eingeplant, welche South Church, East Church und West Church genannt wurden. Sie wurden innerhalb von nur sieben Monaten im Jahre 1844 als Kirchenkomplex nach einem Entwurf von Archibald Simpson erbaut. Die Baukosten beliefen sich auf etwa 5300 £. Einzigartig in Schottland ist, dass sich die drei Kirchen einen gemeinsamen Glockenturm teilten. Die South Church wurde bereits 1890 zu einer Gemeindehalle mit Schule umgenutzt. Später diente sie als Geschäftsgebäude. Die West Church wurde später an eine andere Kirchengemeinde veräußert und als Albion and St Paul’s Church betrieben. Ebenso wie die seit den 1960er Jahren ungenutzte South Church wurde sie aufgrund von Schimmelbildung und allgemein ruinöser Bausubstanz in den 1980er Jahren abgebrochen. Die East Church wurde 1900 durch William Kelly und abermals 1965 überarbeitet. 1976 wurde sie geschlossen und zu einem Geschäftsgebäude umgebaut.

## Beschreibung
Die neugotischen Triple Kirks nahmen das Areal zwischen der Belmont Street dem Schoolhill und der Denburn Road mit den gegenüberliegenden Union Terrace Gardens ein. Der Komplex befand sich im historischen Zentrum Aberdeens nahe den Hafenanlagen und der Dee-Mündung. Die rund 20 Jahre jüngere St Nicholas Congregational Church sowie die Kirk of St Nicholas befinden sich im Umkreis von weniger als 150 Metern. Erhalten sind heute nur die East Church und der mittlerweile freistehende Glockenturm. Dieser, und einst der gesamte Komplex, bildete eine Landmarke und konnte insbesondere vom Union Bridge überblickt werden.
Der sechs Achsen weite Körper der East Church ist aus bossierten Granitquadern aufgemauert. Die sechs länglichen Fenster oberhalb des Grundes sind mit Sandstein gefasst, während die darüber eingelassenen Spitzbogenfenster mit Ziegelstein gefasst sind. Der semioktogonale Eingangsturm mit tudorbogigen Öffnungen an der Ostseite (Belmont Street) ist neueren Datums. Ungewöhnlich für die „Granitstadt“ Aberdeen ist die Verwendung von Ziegelstein zur Fenstereinfassung. Des Weiteren ist der Glockenturm aus Ziegelstein aufgemauert. Der fünfgliedrige Turm ist inspiriert von den Glockentürmen der Elisabethkirche im hessischen Marburg. Der quadratische Turm ist mit Strebepfeilern, Lanzettfenstern, Ecktürmchen und oktogonalem Helm ausgeführt.